# Andreas Kramer
Jens Andreas Kramer (Sävedalen, 13 de abril de 1997) es un deportista sueco que compite en atletismo, especialista en las carreras de mediofondo.
Ganó una medalla de plata en el Campeonato Mundial de Atletismo en Pista Cubierta de 2024 y una medalla de plata en el Campeonato Europeo de Atletismo de 2018, ambas en la prueba de 800 m.

## Palmarés internacional
| Campeonato Mundial en Pista Cubierta | Campeonato Mundial en Pista Cubierta | Campeonato Mundial en Pista Cubierta | Campeonato Mundial en Pista Cubierta |
| Año                                  | Lugar                                | Medalla                              | Prueba                               |
| ------------------------------------ | ------------------------------------ | ------------------------------------ | ------------------------------------ |
| 2024                                 | Glasgow (Reino Unido)                | Medalla de plata                     | 800 m                                |
| Campeonato Europeo                   |                                      |                                      |                                      |
| Año                                  | Lugar                                | Medalla                              | Prueba                               |
| 2018                                 | Berlín (Alemania)                    | Medalla de plata                     | 800 m                                |